# Seznam zápasů slovenské a lotyšské hokejové reprezentace
Toto je seznam zápasů slovenské a lotyšské hokejové reprezentace na MS a Zimních olympijských hrách.

## Mistrovství světa v ledním hokeji
| Datum     | Číslo | Slovensko | Výsledek | Zápas            | MS   | Místo    | Branky Slovenska                                            |
| --------- | ----- | --------- | -------- | ---------------- | ---- | -------- | ----------------------------------------------------------- |
| 10.5.1997 | 1     | Slovensko | 4:5      | o 7. - 12. místo | 1997 | Tampere  | Ľubomír Kolník • Zdeno Cíger • Daniel Babka • Jozef Stümpel |
| 9.5.2013  | 2     | Slovensko | 3:5      | ZS               | 2013 | Helsinky | 2x Tomáš Surový • Tomáš Záborský                            |
| 7.5.2017  | 3     | Slovensko | 1:3      | ZS               | 2017 | Kolín    | Michal Miklík                                               |

## Zimní olympijské hry
| Datum     | Číslo | Slovensko | Výsledek | Zápas | ZOH  | Místo          | Branky Slovenska                                                                                   |
| --------- | ----- | --------- | -------- | ----- | ---- | -------------- | -------------------------------------------------------------------------------------------------- |
| 10.2.2002 | 1     | Slovensko | 6:6      | ZS    | 2002 | Salt Lake City | Jozef Stümpel • Ján Pardavý • Marián Hossa • Ľubomír Višňovský • Róbert Petrovický • Pavol Demitra |
| 16.2.2006 | 2     | Slovensko | 6:3      | ZS    | 2006 | Turín          | 2x Marián Hossa • Richard Zedník • Róbert Petrovický • Pavol Demitra • Zdeno Chára                 |
| 21.2.2010 | 3     | Slovensko | 6:0      | ZS    | 2010 | Vancouver      | Ľubomír Višňovský • Richard Zedník • Jozef Stümpel • Marián Hossa • Michal Handzuš • Ivan Baranka  |
| 13.2.2022 | 4     | Slovensko | 5:2      | ZS    | 2022 | Peking         | Juraj Slafkovský • Martin Marinčin • Peter Cehlárik • Peter Zuzin • Tomáš Jurčo                    |